# Веркор (региональный природный парк)
Верко́р (фр. Parc naturel régional du Vercors) — региональный природный парк, созданный в 1970 году, на территории департаментов Дром и Изер. Штаб-квартира находится в коммуне Ланс-ан-Веркор.

## Географическая характеристика
На территории регионального природного парка Веркор находятся 85 коммун. Число постоянных жителей равно 53 000.
Площадь парка — 2062,08 км², Веркор самый крупный региональный парк на территории Франции. Он находится в горном массиве Веркор, между долинами рек Изер на севере и Диуа на юге. Самые высокие вершины Гран-Вемон (2341 м) и Роше-Ронд (2453 м).